# Гема Августа
Гема Августа (лат. Gemma Augustea) — камея із сардонікса, що датується 9–12 роками н. е. Вирізьблена із двошарового арабського сардоніксу в імператорській майстерні Діоскорида у Римі. На камеї зображений римський імператор Октавіан Август (63 до н. е.—14 н. е.) в оточенні богів та алегорій.
Вперше згадується у 1246 році в інвентарі абатства Сен-Сернен у Тулузі. На початку XVII століття перейшла у володіння династії Габсбургів після того, як її придбав імператор Рудольф II. Зберігається у Колекції грецьких та римських старожитностей у Музеї історії мистецтв у Відні (інвен. номер IXa 79).
Як і Велика камея Франції, Гема Августа — є однією з найбільших камей античності, що збереглися. Завдяки своїм художнім якостям вважається однією з найцінніших камей в світі.

## Історія
Діяння і чесноти імператора оспівувались у монументальних офіційних рельєфах — наприклад рельєфах Вівтаря Миру Августа (Ara Pacis Augustae) або арки Костянтина, але окрім цього існував й інший художній погляд на світ, з точки зору придворного кола, який ідеалізовував стан речей, але й у той самий ж час представляв дійсність більш витонченими та вишуканими способами. Виготовлялися геми із напівдорогоцінного каміння, в яких зображення створювалися у вигляді опуклого рельєфу (камеї) або ж у вигляді увігнутого чи врізаного (інталії). Ці цінні речі присвячували в храми або вони слугували в обраному вищому колі. Ідеологічна програма зображення на цих камеях та інталіях відповідала тій ідеї, яка була основою офіційних рельєфів; це стосувалось демонстрації переваги, доблесті (virtus), благочестя (pietas), милосердя (clementia), гідності (maiestas), правосуддя (justitia).

## Опис

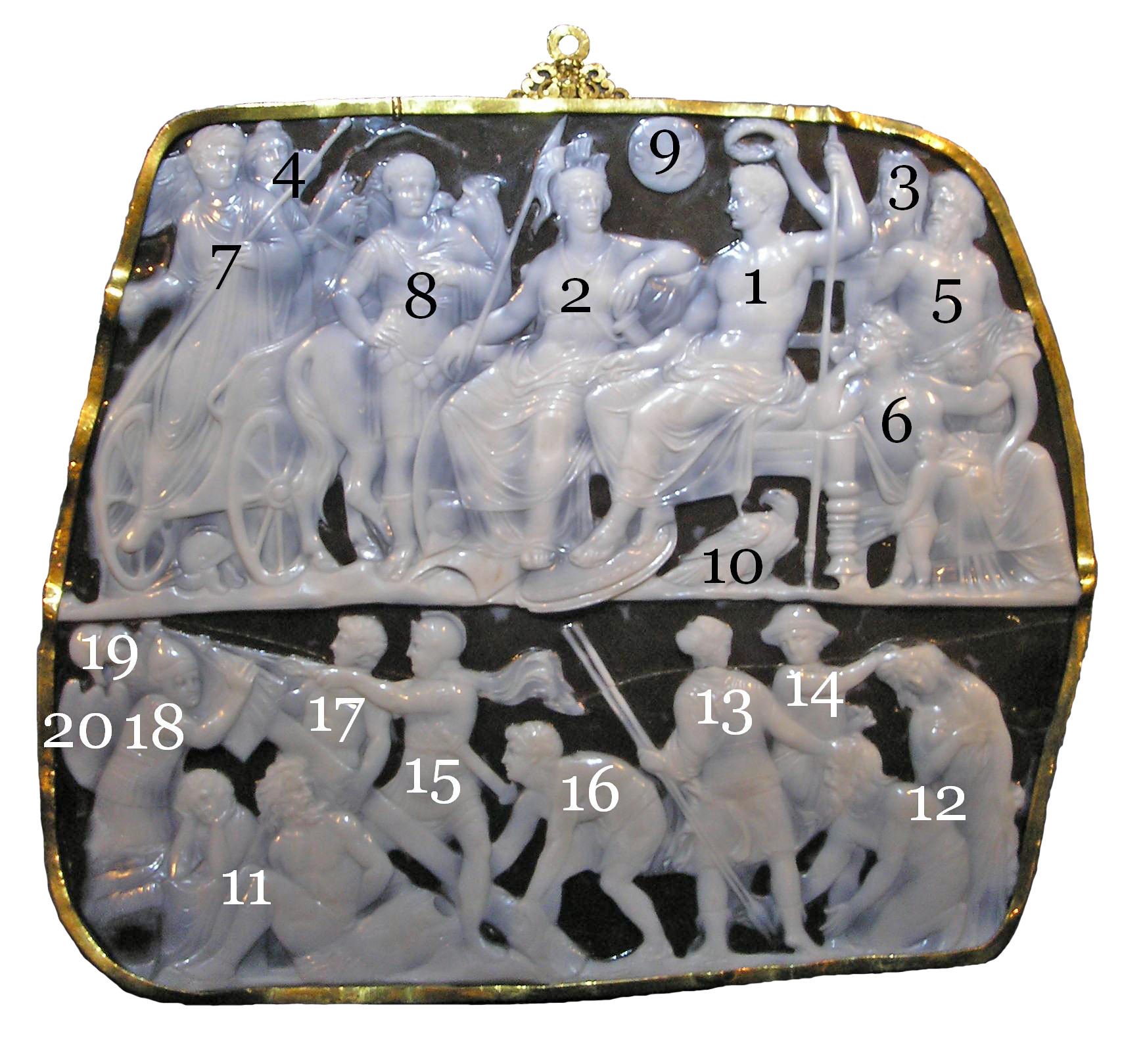
Гема Августа із відповідними цифрами

Сюжет геми пов'язаний із темою верховенства Октавіана Августа (№ 1) над світом, яке було досягнуто завдяки воєнним перемогам. Принцепс сидить на троні поряд із покровителькою Вічного міста богинею Ромою (№ 2) у шоломі. Між цими фігурами знаходиться астрономічний знак Августа — козеріг (№ 9), який натякає на його призначення бути спасителем людства. Орел (№ 10) біля його ніг, його героїчна напівоголеність, скіпетр у руці — все це зв'язує Августа із фігурою верховного бога Юпітера. Автор геми не пояснює, чи можна порівнювати положення імператора на землі із положенням Юпітера на небі чи потрібно повністю ідентифікувати особистіть Августа із Юпітером. За троном зображена богиня землі Теллус (№ 6) із двома дітьми — і також розташування цієї фігури характере для Вівтаря миру. Тут також зображений бог часу і вічності Хронос (№ 5). Всі ці фігури символізують верховну владу імператора над світом. Ойкумена (№ 3), богиня, що уособлює населений світ, і за подяку за спасіння людства від жахів громадянської війни простягає Августу вінок із дубового листя.
На другому боці камеї зображений Тиберій (№ 7), наступник Августа і звитяжний воєначальник, що сходить зі своєї воєнної колісниці, двох коней якої підганяє богиня перемоги Вікторія (№ 4). Молодий чоловік поряд із ним — це, ймовірно, принц Германік (№ 8), ще один претендент на трон по династичній лінії.
У нижній частині камеї зображені солдати (№ 15,18) і два голі герої (№ 16,17), які із захопленої зброї зводять монумент перемоги (tropaion) (№ 19). Два полонені варвари сидять на передньому плані (№ 11). Жінка із двома списами (№ 13) і чоловік у капелюсі (№ 14), які за волосся тягнуть варварів (№ 12), що благають про пощаду, — це, скоріше за все, Діана і Меркурій. Вороги — це, ймовірно, представники тих варварських племен кінських воїнів, яких Тиберій переміг під час своєї воєнної кампанії у Паннонії.